# François Villon
François Villon, alias François de Montcorbier, Des Logos sau Des Loges a adoptat numele Villon, după cel al protectorului și tutorelui său, Guillaume de Villon, profesor de drept canonic la Sorbona și capelan la biserica Saint-Benoît-le-Bétourné; (n. 1431, Paris  – dispărut în ianuarie 1463) a fost unul dintre marii poeți ai Franței Evului Mediu. A absolvit Universitatea Sorbona - care, la vremea respectivă, era o academie ecleziastică de rit catolic - ca Bacalaureat (B.A.) și Maestru (M.A.) al Facultății de Arte, în 1452, la vârsta de 21 de ani.
Nu sunt cunoscute nici un fel de date despre viața și activitatea sa în perioada 1452-1455. În 1455, la vârsta de 24 de ani, în cursul unei altercații la o petrecere, îl lovește mortal pe un alt preot care va deceda o săptămână mai târziu. Deși Villon va susține ulterior că a acționat în legitimă apărare, pentru a evita să fie prins și judecat a fugit din Paris, unde a revenit în anul următor,  amnistiat în ianuarie 1456 de către regele Carol al VII-lea. La sfârșitul aceluiași an, în ajunul Anului Nou este arestat, în urma unui denunț sub tortură, pentru participarea la jefuirea capelei colegiului Navara. Întemnițat la Châtelet a evadat, părăsind din nou Parisul, pentru o perioadă de șase ani de vagabondaj.
Prin decembrie 1457 - ianuarie 1458 Villon a găsit adăpost la Blois, la curtea „prințului-poet”, ducele Charles d'Orléans care i-a acordat protecția sa și i-a introdus trei dintre balade într-un manuscris de opere proprii. Firea de rebel a lui Villon nu s-a adaptat la comoda viață de la curte, făcându-l ca în 1461 să părăsească traiul tihnit de aici în căutarea aventurii.
Prins după ce s-a alăturat bandei coquillarzilor, Villon a fost închis la închisoarea Château de Meung-sur-Loire, de unde a fost grațiat de regele Louis XI.
Revenit la Paris, spre sfârșitul lui noiembrie 1462, poetul s-a văzut amestecat, deși fără a avea un rol activ, într-o altercație de stradă în urma căreia a fost arestat, judecat și condamnat la moarte prin spânzurare. În urma apelului, Curtea Supremă pariziană ("Le Parlement de Paris") i-a comutat pedeapsa la expulzarea din Paris pe o perioadă de zece ani. La vârsta de 32 de ani (1463) François Villon a părăsit orașul și a dispărut definitiv.
Cu primele sale versuri Villon a cunoscut o celebritate imediată. Semincerul și Testamentul, operele sale de căpătâi au fost publicate pentru prima dată în 1489 - la 26 de ani de la dispariția sa - urmată de alte 34 de ediții până la mijlocul secolului XVI. De la primele apariții s-a născut „legenda Villon”, cu diferite fațete conform diferitelor epoci: farsor, escroc sau poet blestemat.
Operele sale nu sunt ușor de descifrat fără note și explicații. Limbajul folosit de el ne este greu accesibil. Aluziile la Parisul epocii sale, arta sa de a folosi sensurile duble și antifraza fac adesea textele sale dificil de înțeles, chiar dacă exegezele contemporane au reușit să facă lumină în destul de multe dintre aspectele obscure ale vieții și operei sale.

## Biografie

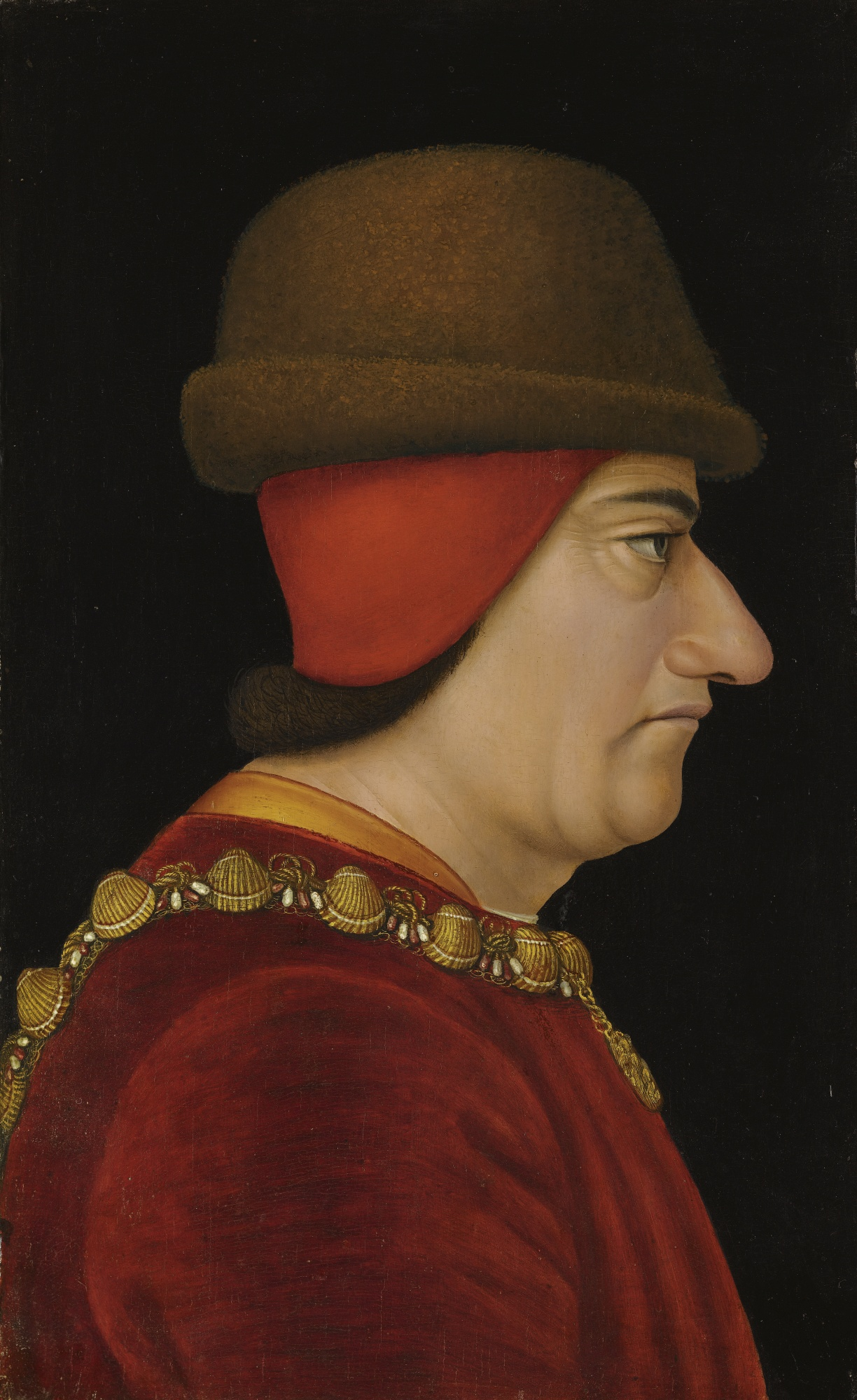
Ludovic al XI-lea al Franței.

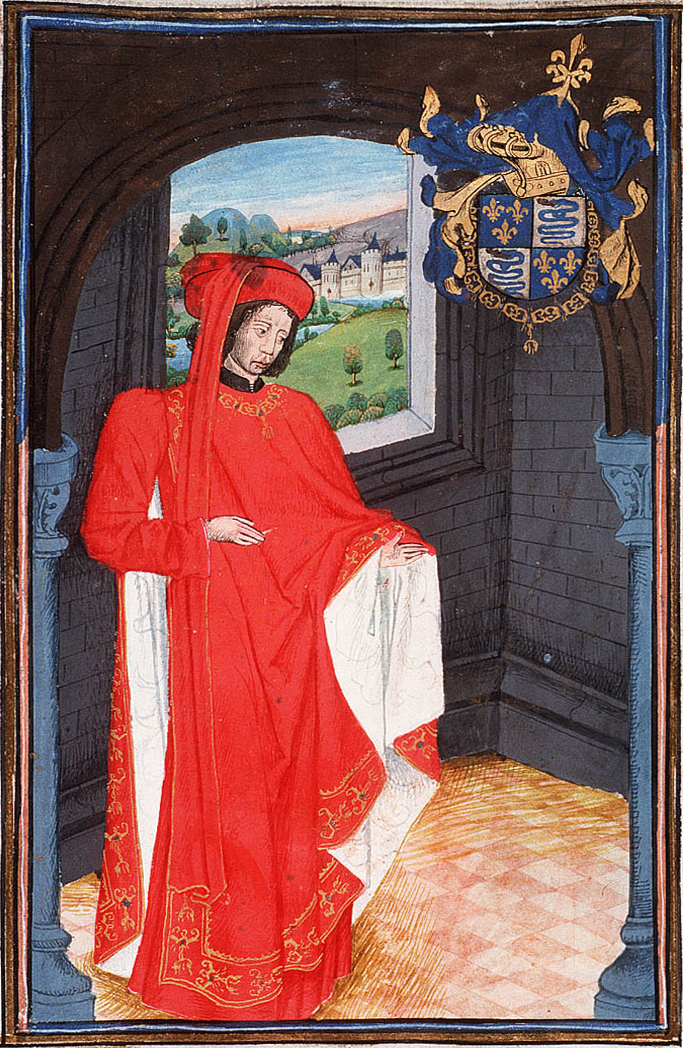
Prințul-poet Charles d'Orléans.

Biografia lui Villon a rămas, în general, incertă atât din carența de documente, cât și datorită eforturilor de dezinformare strecurată de poet în operele sale. Villon și-a folosit biografia ca sursă de inspirație evident, fără să se simtă obligat să respecte corectitudinea datelor. Din opera sa literară reiese că a avut o viață aventuroasă, el însuși și-a creat un mit de derbedeu (vedeți mai jos cap. Legenda villoniană), devenită celebră și sursă de inspirație pentru artiști, scriitori și muzicieni până în zilele noastre. Lipsa de date biografice precise a lăsat loc imaginației romantice. Unul dintre principalii biografi al lui Villon, specialistul în istoria evului mediu francez Jean Favier - profesor la Sorbona, director general al Arhivelor Franței și președintele Bibliotecii naționale franceze - i-a publicat în 1982 o voluminoasă biografie în care a însăilat pe canavaua istoriei vremii respective puținele date biografice considerate corecte. Biografia scrisă de Favier a fost contestată de alți autori de prestigiu, precum Jean Dufournet, Jean Dérens, M. Freeman și, cu o deosebită vehemență, Gert Pinkernell, profesor de istorie a literaturii la Universitatea din Wuppertal, Germania.
Conform cu Gert Pinkernell, „cu toată impresia contrarie dată de voluminosul „François Villon” a lui Jean Favier (1982), noi avem puține informații pozitive asupra biografiei poetului, celelalte, majoritatea, fiind doar probabile, verosimile sau, ipotetice. Ce știm noi provine din:
- șase documente pariziene conservate referitoare la activitățile criminale ale lui Villon;
- din ultimele sale texte, în special, „Testamentul” (1461-62) și
- un manuscris de prin 1458 cu poeziile personale ale lui Charles d’Orléans, completate cu texte ale altor autori, inclusiv ale lui Villon.”[16].

De menționat că cercetători ai operei lui Villon, ca Auguste Vitu (1873) și Auguste Honoré Longnon (1877) au încercat să elucideze confuziile care ne limitează și astăzi înțelegerea semnificațiilor poeziei villoniene, pe baza datelor biografice spicuite din documentele provenite din arhive, mai ales, ale poliției parisiene
François Villon s-a născut ca François de Montcorbier, alias Moultcorbier, alias Des Loges, alias Des Logos, (numele de naștere al poetului a rămas incert, Pinkernell susține că numele de „Montcorbier”, preferat de manuale și dicționare, nu este decât o supoziție bazată pe un document al Sorbonei: „Franciscus de Montcorbier alias Moultcorbier, B.A. în 1449 și M.A. în 1452”, pe vreme ce alt document menționează „maestrul François des Loges, zis de Villon” (în franceză "maître François des Loges, autrement dit de Villon"), iar un al treilea pomenește de „Françoys de Monterbier” ca fiind identic cu anteriorul (Loges-Villon).) la Paris (în „Catrenul” său el menționează: „Je suis François, dont ce me poise,/Né de Paris emprès Ponthoise”A, astăzi Pontoise) sub ocupație britanică, în timpul Războiului de 100 de Ani (1337-1453), pe 1 aprilie 1431/19 aprilie 1431 (8 aprilie, după Pinkernell), anul în care a fost arsă pe rug Ioana d'Arc, într-o familie modestă originară din Bourbonnais, localitate care ar aparține în zilele noastre districtului Allier din Franța centrală, ca fiu al unui tată curelar, de care a rămas orfan din pruncie și al unei mame pioasă și analfabetă (Pinkernell presupune că mama sa ar fi fost în viață în anul 1461, conform cu „Testamentul”, versurile 273 și 300).
Ulterior, pe mama sa, care i-a cerut să se roage pentru ea, Villon o va descrie în „Testament”, 1461:
| Biată bătrână-s, cu păcate grele,                                                                                            | Femme je suis povrette et ancienne         |
| Și carte n-am, sunt o neștiutoare.                                                                                           | 'Qui riens ne scay; oncques lettre ne leus |
| („Testamentul”, 21-22, Baladă ce a făcut-o Villon la ruga mamei sale spre a se închina la Maica Domnului, trad. Dan Dănilă,) |                                            |

În excursiile organizate de „Biblioteca istorică a Parisului” ("Bibliothèque historique de la Ville de Paris" sursa citează excursiile din primăvara anului 2005, ghidate de regizorul și scenaristul Roger Jouan - a se vedea și catalogul dedicat acestei Expoziții pe teren denumită "Villon: Paris sans fin") Roger Jouan menționează ca loc de naștere al poetului „mizerabilul cartier l'Arsenal, situat între actualele arondismente al IV-lea și al XII-lea.
Pentru a primi o educație de calitate, la vârsta de 6 ani François a fost predat de mama sa pe mâinile unei rude(?) sus-puse, preotul Guillaume de Villon, care l-a crescut, îngrijit și educat între zidurile bisericii Saint-Benoît-la-Bétourné. Adolescentul François va menționa cu recunoștință că a avut șansa să fie „eliberat din lanțurile sărăciei” de câtre tutorle și binefăcătorul său, care i-a facilitat și admiterea la pretențioasa universitate catolică (la vremea respectivă) Sorbona, aflată în vecinătate, unde G. de Villon era profesor de drept canonicB.
François de Montcorbier (în latină : Dominus Franciscus de Montcorbier, după cum a fost înregistrat în registrele universității) a obținut la 18 ani, în 1449 titlul de 
bacalaureat (B.A.) al Facultății de arte (în franceză faculté des Arts) și la 21 de ani, în 1452, titlul de Maîtrise ès arts (M.A.) care i-a conferit primul grad ecleziastic, de „chierico”C, inclusiv anumite privilegii (latină Privilegia clericorum), ca dreptul la purtare de „tonsură”, dreptul de a fi judecat numai de un tribunal al Bisericii Catolice („privilegium fori”) și de asemenea, dreptul de admitere automată la o altă facultate.

După obținerea masteratului, Gert Pinkernell) presupune că Villon și-a contiuat studiile în teologie, studii care au fost abandonate (fapt regretat ulterior conform Testamentulului, v. 201-208, unde nu este menționată cauza acestui abandon), în urma tulburărilor studențești și demonstrațiilor contra regelui din anii 1451-1453, în care Villon a fost implicat și care au culminat cu o interminabilă grevă a profesorilor. Pinkernell mai susține că în urma acestor evenimente, Villon a intrat în relații cu lumea interlopă a Parisului și, posibil, cu faimoasa bandă a Coquillardilor, relații care au fost reluate după fuga poetului din Paris. Din aceste tulburări studențești Villon a scăpat fără pedeapsă datorită protecției părintelui de Villon (franceză Degeté m'a de maint bouillon, „Testamentul”, versul 853). În amintirea încăierărilor cu poliția la bariera Pet-au-diable, Villon îi va lăsa protectorului său o virtuală moștenire, presupusul „Roman du Pet-au-diable” (Testamentul, v. 857). Villon și-a reamintit ulerior, cu melancolie, în „Testament”, de această perioadă agitată de studenție
Bien sçay, se j'eusse estudié

Ou temps de ma jeunesse folle

Et a bonnes meurs dedié,

J'eusse maison et couche molle.

Mais quoy! je fuyoië l'escolle

Comme fait le mauvaiz enffant

En escripvant cette parolle

A peu que le cueur ne me fent!
Aderarea la numele de François Villon apare în „Micul Testament” (1456) în care, printre altele, după o crimă și un jaf, poetul încearcă să-și îmbuneze protectorul, s-ar părea, fără reușită, deorece numele părintelui Guillaume de Villon nu a mai fost menționat ulterior.
Deși Villon și-a considerat binefăcătorul ca „mai mult decât un tată” ("plus que père" - p. 9 și 53) M.e. Guillaume Villon sau, de Villon, M. Nagel susține, pe baza octetului IX din „Micul Testament” și a octetului 23 din Marele „Testament”, că preotul nu i-a fost tată (pe tatăl său adevărat l-a pierdut din pruncie - p. 32) iar posibila rubedenie dintre ei a rămas secundară și nedovedită.
În „Testament” poetul și-a arătat recunoștința față de tutorle și binefăcătorul său, care „...a îngrijit mai mult ca o mamă / un copil dezlănțuit”
Qui m'a esté plus doulx que mere

A enfant levé de maillon
 
În poemul Semincerul ("Le Lais",decembrie 1456) Villon a descris cu nostalgie cum auzea suntele clopotului Sorbonei care anunța ora 9:
J'oïs la cloche de Serbonne,

Qui toujours a neuf heures sonne
Activitatea poetului între anii 1452-1455 a rămas incertă dar se știe că Franța pauperizată de la finele „Războiului de 100 de ani” nu era capabilă să angajeze un număr mare de intelectuali așa că majoritatea a ajuns să șomeze și să vagabondeze. Faptul că, după terminarea studiilor, Villon nu a obținut poziția bine retribuită pe care o sperase, l-a făcut să se înhăiteze cu alți novici în cler sortiți șomajului, apucându-se de beții și șotii pe deoparte și nutrind un profund dispreț, invidie și antipatie față de cei cu viitorul asigurat datorită apartenenței la familiile bine plasate, la burghezia pariziană. Locuind într-o chilie a bisericii Saint-Benoît, situată în centrul Cartierului latin Villon a avut ocazia să cunoască personal familiile onorabile ale celorlalți clerici din biserică, precum pe comandantul jandarmeriei pariziene, magistratul (franceză le prévôt de Paris) Robert d’Estouteville și pe soția sa, pe Regnier de Montigny tatăl a doi preoți la Saint-Benoît care vor avea neșansa să fie spânzurați împreună cu Colin de Cayeux și, pe preotul de la Saint-Benoît, Guy Tabarie care, după ce a participat împreună cu Villon la jaful de la colegiul Navara a fost prins și, pus la cazne, și-a denunțat părtașii. Poetul i-a persiflat pe acești căpătuiți, „galanții grațioși” (în franceză gracieus galans), cei care 
| Cântă așa de bine, discută așa de bine, | Si bien chantans, si bien parlans, |
| Așa de plăcuți în fapte și-n vorbe...   | Si plaisans en faiz et en dis...   |
| („Testamentul”, 227-228)                |                                    |

#### Incidentul cu preotul Chermoye
Cam la trei ani după obținerea titlului (M.A.), în seara zilei de 5 iunie 1455, cu ocazia sărbătorii Corpus Domini poetul, care continua să locuiască într-o chilie de la biserica Saint-Benoît, chefuia cu un preot, Gilles, și cu o domnișoară, Isabelle, când a fost atacat de un alt preot, Phillippe Chermoye (sau Sermoise) care l-a tăiat la buze cu un pumnal. Villon a ripostat cu propriul pumnal, pe care-l deținea la centura sutanei și l-a pocnit și cu o piatră, apoi l-a lăsat pe părintele Chermoye în grija unui bărbier din apropiere (în acele vremuri bărbierii foloseau și ca felceri), pentru a fi tratat și pansat, după ce l-a pansat în prealabil, pe Villon însuși, dar Chermoye, pe care bărbierul l-a transportat la spital, a sucombat cam la o săptămână după internare.

Pentru a nu-și lua riscuri, Villon a fugit din Paris, spre locul de origine a familiei sale, Bourbonnais așa că a fost condamnat în contumacie. În ianuarie 1456 regele Carol al VII-lea și-a petrecut un concediu la curtea sa din localitate, ocazie folosită de poet pentru a cere și a obține - pe baza a două mesaje care susțineau legitima apărare a poetului, unul, din partea protectorului său, G. de Villon și un al doilea, de la avocatul întocmit de acesta, Pierre Fournier („Semincerul” - 165, „Testamentul” - 1030) - o scrisoare de grațiere cu care s-a putut reîntoarce în Paris (Pinkernell lansează și supoziția unei posibile inervenții a Coquillarzilor), de unde a trebuit să fugă din nou după ce a participat la jefuirea Colegiului Navara

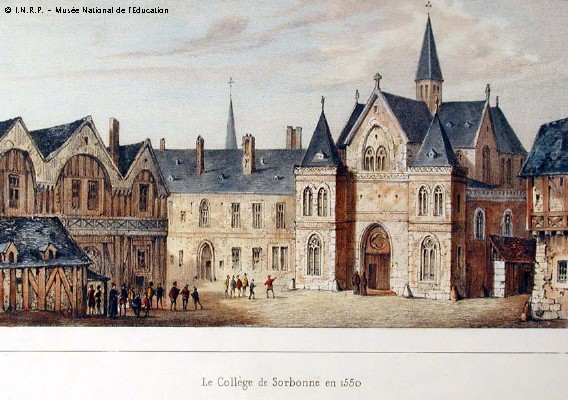
Sorbona (Collège de Sorbonne) în 1550.

Conform cu Gert Pinkernell, nu au rămas date precise despre scrierea literară a lui Villon din această perioadă dar este posibil că atunci au fost scrise unele dintre baladele cuprinse ulterior în Micul Testament, precum „Balada femeilor din Paris” (Ballade des femmes de Paris) sau, „Romanul Vânturilor Dracului” (Roman du Pet-au-diable) pomenit în Micul Testament (857 s.) și lăsat ca moștenire lui Guillaume Villon, (atât acest roman, cât și o pomenită bibliotecă, au fost inexistente și menționate doar ca o glumă).

#### Villon îndrăgostit
Revenit la Paris după amnistiere, înainte de a apela la grațiile și serviciile damelor de proaste moravuri (ca în "La Ballade de la Grosse Margot"), Villon s-a îndrăgostit - dragoste pură și adevărată, naivă și timidă - de o domnișoară, sau doamnă, care a cochetat o vreme cu tấnărul chierico pentru ca apoi să-l ignore. În versurile sale de îndrăgostit dezamăgit (de dulcea sa privire și frumosul aspect/cu o savoare atât de amăgitoare) ea va căpăta diferite nume: Denise, Roze, Katherine de Vauzelles.
Et se j’ay prins en ma faveur

Ces doulx regars et beaux semblans

De tre decevante saveur

Me tresperans jusque aux flans ("Le Lais", 26-30)
Răzbunarea poetului a fost nemiloasă, în câteva rondeluri și balade picante, răutăciose, virulente, adesea pe fond religios, fapt de care s-a folosit respectiva pentru a se plânge forurilor religioase care l-au condamnat pe Villon la biciuire.

#### Jefuirea capelei Colegiului Navarra

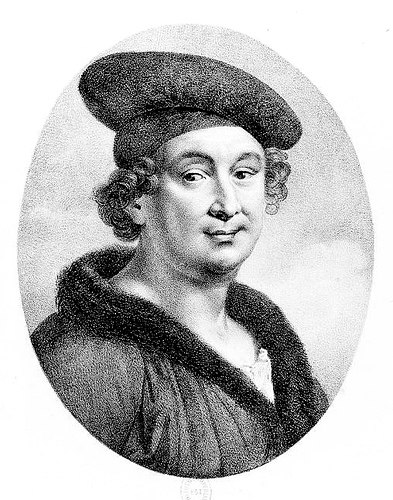
François Villon, portret imaginar (Ludwig Rullmann, 1765–1822).

Datorită sărăciei, în disperare de cauză, a încercat să-l tapeze până și pe ducele de Bourbon - care abia îl salvase - vezi mai sus - în scrisoarea-poem „Petiție la ducele de Bourbon” (La Requeste que Vïllon bailla à Monseigneur de Bourbon): 
„Petiție la ducele de Bourbon” 

Stăpân al meu și prințe preatemut, 

Lujer de crin, din rege zămislit, 

François Villon, ce soarta l-a bătut 

Cu vânătăi avane, crunt lovit, 

Te roagă prin scrisoarea lui, smerit, 

Să-i dai un împrumut dacă ai vrea; 

La toate Curțile e gata a jura 

Că-ți dă 'napoi, nu pierde-ncredințarea: 

. . . . . . . . . . . . . .  

De la alți prinți lescaie n-a cerut, 

Doar de la tine, robul tău, cel care 

Din șase scuzi primiți cu împrumut, 

Mai toți i-a cheltuit pentru mâncare.(trad. Dan Dănilă) 
Sărăcia - mai mult simulată, deoarece avea locuința asigurată și șanse sigure de încadrare într-un post clerical cu ajutorul potentului său protector - sau dorința de a o epata pe inabordabila sa iubită l-au făcut pe Villon să participe, conform documentelor păstrate, în ajunul Anului Nou 1456, împreună cu patru complici, doi absolvenți de universitate - unul dintre ei era un chierico, Guy Tabarie - un călugăr și un spărgător de profesie, la jefuirea a 500 de scuzi de aur din cutia milelor colegiului Navara (franceză collège de Navarre, fondat în 1307 în folosul studenților de origine spaniolă). Guy Tabarie a fost prins, anchetat de câtre Inchiziție și, sub torturi, l-a denunțat pe Villon care a fost încarcerat în închisoarea pariziană Châtelet.
Respins de femeia pe care o iubea și care i-a refuzat avansurile
Puis qu’el ne me veult impartir

Sa grace, il me convient partir., (Le Lais, octetul VI, 44-45) 
și de teama consecințelor jafului, poetul a evadat și a fugit din Paris, posibil, spre Angers, („pentru a evita aceste pericole/ este mai bine pentru mine, cred, să abandonez./ Adio!, mi-am luat calea spre Angers.”) 
Pour obvier à ces dangers

Mon mieulx est, ce croy, departir

Adieu ! Je m'en vois à Angers. (Le Lais, octetul VI, 41-43) 
Se știe că el a fugit din Paris și că a avut o rudă călugăr într-un schit de lângă orașul Angers, la care s-ar fi putut refugia.
Villon va pomeni în Marele Testament de un hotel pe numele de "Lyon d’Angiers", dar există posibilitatea unei coincidențe de nume.
(...)Que dy-je ? non pas reculer,

Chose dont on ne doibt parler…

Ung rien, jusque au Lyon d’Angiers.

Je ne craignoye que les dangiers,(...) (Poezii atribuite lui Villon, 153)
Ca un gest de recunoștință (sau de lingușire, pentru a-și redobândi simpatia și protecția dezamâgitului său tutore și binefăcător după o omucidere și un jaf) poetul a renunțat în 1456 la numele său de familie pentru a-l împrumuta pe cel al protectorului său, devenind François Villon.
Schimbarea de nume apare în poemul Semincerul (Le Lais), împreună cu alte flatări 
(...)Je laisse, de par Dieu, mon bruit

À maistre Guillaume Villon,

Qui en l’honneur de son nom bruit, 

Mes tentes et mon pavillon. (Le Lais, octetul IX) 
care, s-ar părea, nu și-au atins ținta deoarece părintele Guillaume de Villon nu a mai apărut în documentele referitoare la biografia poetului.

#### La Curtea lui Charles d’Orléans

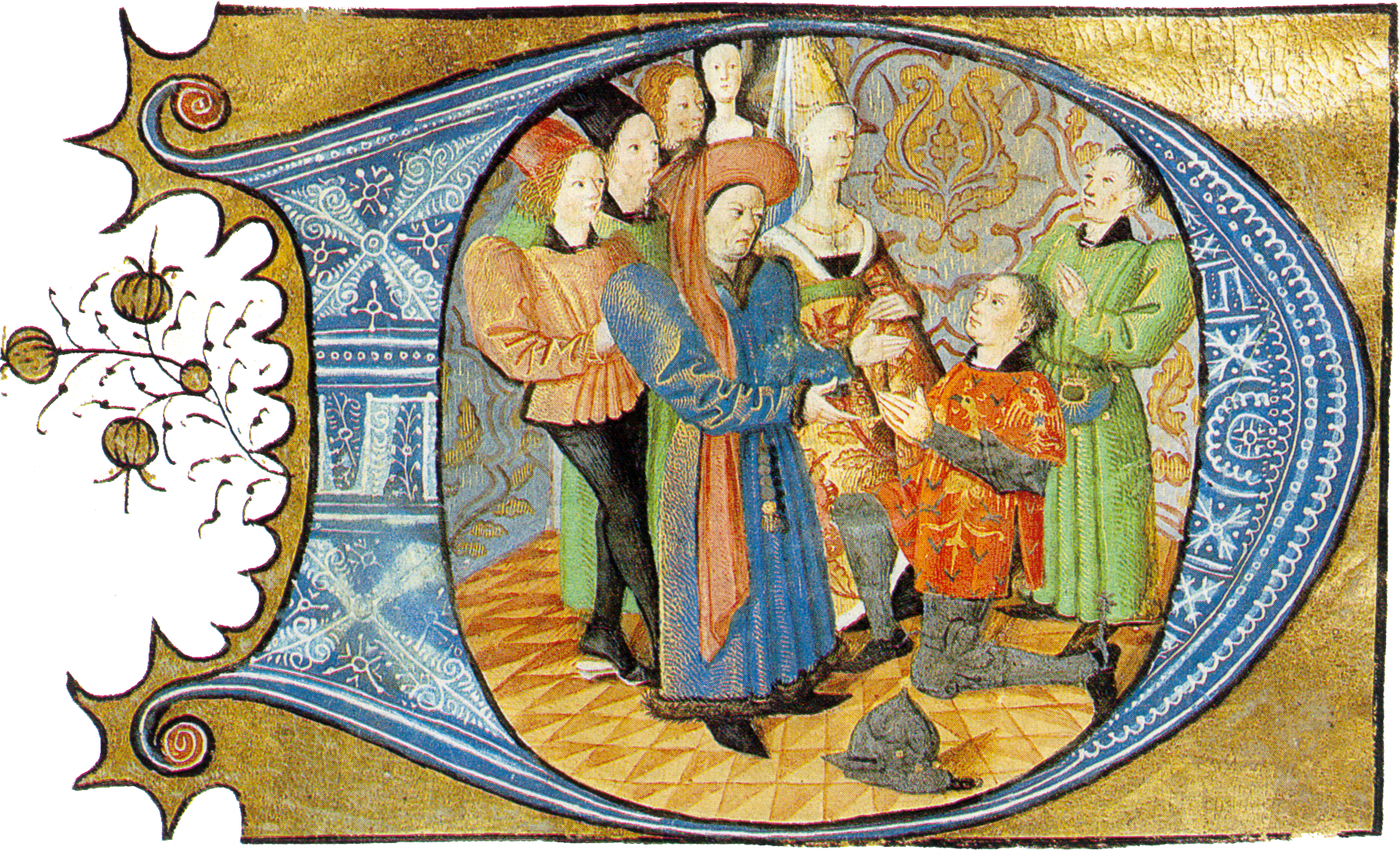
Charles d'Orléans, înconjurat de membrii curții sale, primind omagiul unui vasal, la reședința sa din Blois

Prin decembrie 1457 - ianuarie 1458 Villon ajunge în peregrinările sale la Blois, la curtea ducelui Charles d’Orléans, el însuși poet și cunoscut ca protector și susținător al poeților francezi din epocă. Ducele i-a acordat acordat găzduirea, clemența și protecția sa, publicându-i totodată și trei dintre balade, într-o colecție de versuri, într-unul dintre manuscrisele sale, este vorba de Balada contradicțiilor, Balada franco-latină și Răvaș Mariei de Orléans.
--„Balada contradicțiilor” (la "Ballade des contradictions"), cu care se prezentase la concursul de poezie organizat de duce, descria discrepanța dintre noua sa situație și cea anterioară: „În patria mea mă aflu pe un pământ îndepărtat/ râd și plâng așteptând fără speranță/și meditând la începutul unei schimbări”
En mon pays suis en terre loingtaine (…)

Je riz en pleurs et attens sans espoir (…)

Bien recueully, debouté de chascun.
--„Răvaș Mariei de Orléans” ("Epître à Marie d'Orléans"), este un poem conceput ca un elogiu la nașterea Mariei de Orléans (pe 19 decembrie 1457), fiica ducelui, cu un adaus versificat de recunoștință pentru duce, care l-a salvat dintr-o situație dificilă (rămasă necunoscută încă posterității).
--„Balada franco-latină” (la "Ballade franco-latine"), este o compoziție cu aluzii la două poeme-dialog între duce și amicul său, Fredet, pa care îl persiflează. Charles a fost deranjat de aceste aluzii și a reacționat, după cum menționează Pinkernell, prin a-l prezenta pe Villon, fără să-i menționeze numele, ca arivist și mincinos. Este posibil că în urma acestui incident răzvrătítul Villon s-a văzut nevoit să părăsească comoda viață de la curte, declarând că i-a repugnat protecția prințului.
| Nu mi-i stăpân și nu mi-i episcop            | Mon seigneur n’est ne mon evesque,        |
| și fără el nu devine pământul pustiu;        | Soubz luy ne tiens, s’il n’est en friche; |
| nu-i sunt obligat să mă ploconesc,           | Foy ne luy doy n’hommage avecque,         |
| nu-i sunt nici servitor și nici „căprioară”. | Je ne suis son serf ne sa biche.          |
| „Testamentul”, 9-12                          |                                           |

Pinkernell arată că ulterior, prin octombrie-noiembrie 1458, Villon a încercat să reintre în grațiile ducelui cu două balade pline de aluzii măgulitoare la adresa lui Charles, „Balada proverbelor” (la "Ballade des proverbes") și „Balada ziselor mărunte” (la "Ballade des menus propos"), dar aceste eforturi au fost în zadar, pentru că nu au reușit să-i redeschidă porțile Curții din Blois..: 
Prințe, știu despre fiecare, 

Știu după chip orișice neam, 

Știu că de moarte nu-i scăpare, 

Știu tot, de mine habar n-am. (trad. Dan Dănilă)

#### Șase ani de vagabondaj
A urmat un exil de șase ani de mizerabil vagabondaj, în care s-a alăturat "coquillarzilor"C, o bandă de hoți și/sau o confrerie de homosexuali care activa prin părțile Dijonului de la sfârșitul Războiului de o sută de ani.
În anul 1461 Villon a fost prins în ducatul Orléans, se presupune că nevinovat, și, după cum menționează Villon în Testament, încarcerat la închisoarea Meung-sur-Loire într-un regim deosebit de dur, de torturi, frig, pâine și apă, în urma dispozițiilor date de Episcopul de Orléans, Thibault d’Aussigny. În „Epistolă către prieteni” (Epistre en forme de Ballade, à ses amis, 1461) Villon î-și exprimă disperarea implorând ajutorul:
Vă îndurați de mine, îndurare, 

Atât măcar, prieteni, de-ați avea! 

În hrubă zac, nu sub un pom în floare, 

Aici, în surghiunia cea mai grea,(...) 

Aici îl lăsați pe Villon sărmanul?(trad. Dan Dănilă) 
Viața i-a fost salvată - posibil - prin intervenția tutorelui său, dar evenimentele care au urmat i-au fost și mai norocoase: pe 2 octombrie 1461 regele Carol al VII-lea a fost succedat de Luis al XI-lea, „Regele cel Bun” care, trecând prin Meung - Ducatul Orléans, a amnestiat arestați, printre care și pe Villon.

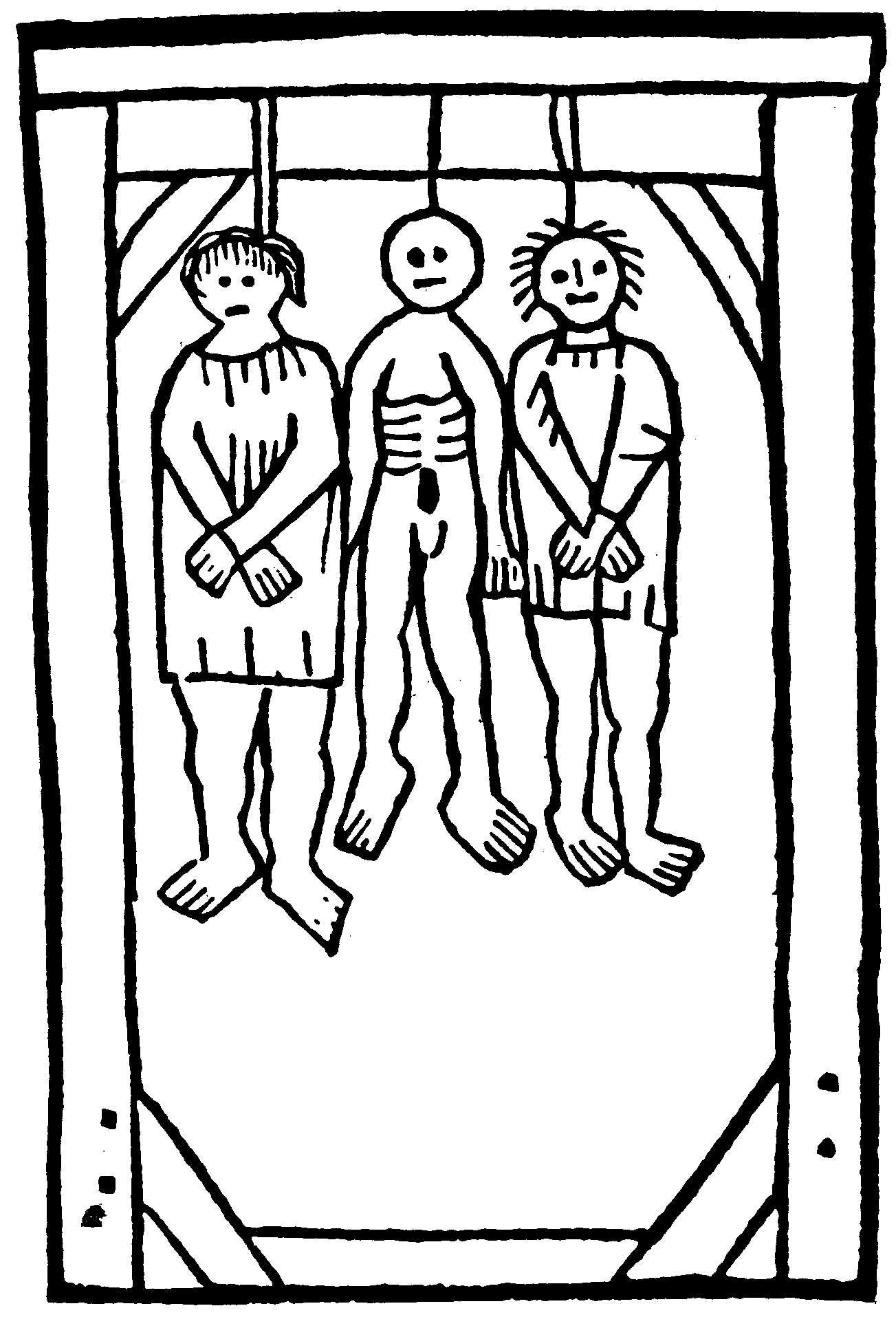
„Spânzurații” (în), gravură din "Oeuvres de François Villon", imprimată de Pierre Levet, 1489.

Prezentat ca certitudine de către Favier, acest episod, condamnarea, încarcerarea și amnistia, este privit cu suspiciune de către Pinkernell, care crede că se bazează pe o interpretare obsoletă și defectuasă a „Spuselor” și a „dublei balade”

#### Condamnat la moarte prin spânzurare
Revenit la Paris, pe 2 noiembrie 1462 Villon este prins cu o infracțiune minoră și arestat. Eliberarea sa din arest se lovește de surprinzătoarea opoziție a facultății de teologie care, la șapte ani după jefuirea Colegiului de Navarra, folosește ocazia pentru a repune afacerea pe tapet. Negociatorul numit de facultate, canonicul Laurens Poutrel, capelan la Saint-Benoît (care-i cunoștea indubitabil pe atât pe François Villon, care locuia într-o chilie a bisericii, cât și pe protectorul său, G. de Villon) a condiționat eliberarea poetului de promisiunea acestuia de a returna în decurs de trei ani partea sa din uzufructul jafului, respectiv 120 de franci de aur, după cum reiese din documentele descoperite de Marcel Schwob și publicate de Pierre Champion.
După o foarte scurtă perioadă de libertate, spre sfârșitul lui noiembrie 1462, Villon a fost reîncarcerat la Grand Châtelet, s-ar părea, pe un motiv minor: într-o seară, împreună cu un grup de amici cheflii s-a întâlnit întâmplător cu notarul pontifical Ferrebouc (care participase la interogatoriul lui Guy Tabarie, în cadrul anchetării jafului de la colegiul Navarra, conform documentelor găsite de Longnon). S-a pornit o altercație al cărei responsabil principal a fost un anume preot băut și pus pe ceartă Rogier Pichiart - care a izbutit să fugă cu ajutorul unor călugări franciscani - și în care unul dintre cheflii, Robin Daugis a scos pumnalul și l-a înjunghiat superficial pe notar. Villon, care se considera nevinovat, a plecat acasă, la chilia lui, și s-a culcat. Dimineața a fost sculat de jandarmii care au venit să-l arestaze pentru participarea la „tentativa de crimă”. Alți trei arestați cu această ocazie au fost eliberați, dar asupra lui Villon apăsau antecedente care au fost decisive pentru a fi condamnat la moarte prin spânzurare. Poetul - care nu a pozat nicicând într-un exemplu de păstrător de lege - a considerat această condamnare ca exagerată, un act de injustiție, o trișare („Am fost condamnat print-o trișare”, „Balada apelului lui Villon”, versul 15, 1462 - "On me jugea par tricherie", "Ballade de l’appel de Villon", v. 15, 1462).
În închisoare, în așteptarea execuției, poetul a scris cinicul „Catren - Ce a făcut Villon când a fost condamnat la spânzurătoare” (vezi cap. Stilul villonian), în franceză : Que feit Villon quand il fut jugé à mourir și, poate, cea mai celebră baladă a sa, un epitaf, un testament lăsat în umbra morții, „Balada spânzuraților” ("La ballade des pendus").
Pe 5 ianuarie 1463, ca urmare a recursului, Curtea supremă de justiție a Parisului ("le Parlement")E i-a anulat pedeapsa capitală, posibil, deoarece unul dintre cei trei judecători s-a nimerit să fie părintele Henri Thiboust, canonic la Saint-Benoît dar, „față de modul de viață înrăit al numitului Villon” (în vechea franceză eu regard a la mauvaise vie dudit Villon), l-a condamnat la exilarea din Paris pe o perioadă de zece ani.
La eliberarea de la Châtelet Villon a înmânat funcționarului care-i elibera pe deținuți ultimele versuri știute ca scrise de poet, amuzanta șarjă „Balada apelului lui Villon” - ("Ballade de l’appel de Villon" - 1462), numită și „Balada funcționarului de la ghișeu” ("Ballade au clerc du guichet"), în care-i mulțumește cu emfază și roagă „onorata curte” să-i acorde o păsuire de trei zile „pentru a se organiza cu ale sale și cu Dumnezeu” ("pour moy pourvoir et aux miens à Dieu dire").
La începutul lui ianuarie 1463, la vârsta de 31 de ani, François Villon a părăsit Parisul și a dispărut definitiv.

## Opera
François Villon a scris - în total și după căt se știe - 3329 de versuri cuprinse - în general - în patru grupări:
- „Semincerul” ("Le Lais"), o colecție de versuri - mai ales, balade și rondeluri - scrisă în anul 1456 cu titlul inițial „Micul testament al maestrului François Villon făcut în 1456” (în franceză „Le petit testament de maistre François Villon fait en 1456”),
- „Testamentul”, sau „Marele Testament” ("Grant Testament de François Villon fait en 1461"),
- Balade, poeme și rondeluri scrise la diferite ocazii și neincluse în cele două colecții de mai sus,
- Poezii atribuite lui Villon și publicate postum.

Ocultată de istoria literaturii franceze de după 1542, opera sa a fost reabilitată cu fervoare pe la jumătatea secolului al XIX-lea.
În 1923 Louis Thuasne a blamat „despoticul gust al Pléiadei de prelungita eclipsare a interesului pentru (opera lui) Villon, după ediția din 1542 a lui Marot numele lui Villon a căzut într-o uitare aproape completă” (franceză "pendant laquelle le nom de Villon tomba dans un oubli presque complet.").
Jean Favier a dezavuat și el, mentalitatea neoclasică franceză, pentru această uitare: „În cele din urmă Malherbe a învins. Am încetat să-l citim și să-l imprimăm pe Villon ... și iată-ne în plin romantism. Villon a revenit în biblioteci și antologii” (franceză "Œnfin Malherbe vint. On cesse de lire Villon et de l'imprimer" ... "Et nous voici en plein Romantisme. Villon revint dans les bibliothèques et dans les anthologies.").
Mesajul poeziei villoniene îl situează printre moderni, chiar dacă a utilizat formele medievale de versificație. Poezia lui Villon este plină de jocuri de cuvinte, revoltă, umor suculent, satiric, caustic, milă, ironie, căință, patos și forța lirică și un permanent dialog cu moartea. Versurile villoniene, scrise într-un ritm și o rimă impecabile, au fost compuse ca un fel de șarade cu sensuri duble, antifraze și aluzii la evenimente și persoane anterioare și contemporane poetului, într-un limbaj diferit de franceza modernă, „argoul hoților”, în dialectul Moyen français (1400-1600), posibil, din simpatie pentru coquillarzi deci, ele sunt dificil de înțeles și de tradus chiar și pentru un specializat în limba franceză. Cercetătorii stilului villonian se străduiesc și astăzi să-i înțeleagă și să-i interpreteze corect opera.

### Legenda villoniană

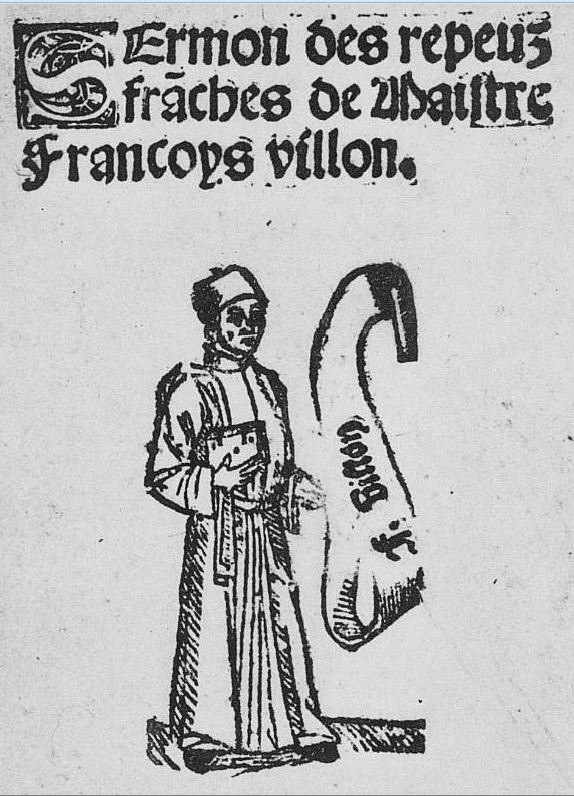
François Villon prezentat drept cleric - ca un simbol al escrocului și al depravatului, bărbierit, tuns scurt, cu un halat lung, bonetă și insignă de licențiat în arte, o carte într-o mână și o banderolă cu numele său în cealaltă - gravură la textul care ar fi pus baza Legendei villoniene „Recueil des Repues franches...” („Colecție de ospățuri pe gratis ale maestrului François Villon și gașca sa”, apărută, probabil, postum, prin 1480 sau, în 1495).

Legenda villoniană, una dintre cauzele care i-au creiat celebritatea, ni-l prezintă pe Villon ca pe un fel de farsor, șarlatan și proclet deși, cu tot disprețul și zeflemeaua la adresa altor clerici, nu vom găsi în opera sa erezie sau lipsă de respect față de credința catolică și Biserica Catolică. Din stilul său ironic, malițios și adesea obscen (spre exemplu, „Al treilea chiolhan, al Ștergătorilor-de-cur” - "La troisiesme Repeue, des Torcheculs" [torche-cul]) și din tematica inspirată din viața lupanarelor și a cấrciumilor se poate presupune că unele dintre baladele sale de chiolhan (sau ghiftuire, în original: "repeue" sau "repue") aveau un scop efemer, de petrecere, și nu erau destinate posterității, nu erau menite să fie cuprinse în volumele sale de versuri, unde au fost incluse postum și independent de voința autorului. Voluntar sau nu, ele au contribuit la crearea mitului și aureolei de derbedeu-vagabond-romantic. Publicația care a inițiat această legendă a fost „Colecție de ospățuri pe gratis ale maestrului François Villon și gașca sa” (în franceză Le Recueil des Repues franches de maistre François Villon et de ses compagnons) apărută - probabil - postum, în 1480 sau, conform cercetărilor publicate de Pierre Champion în 1913, prima ediție ar fi apărut în 1495 și care-l prezintă pe Villon ca pe un ulițar chefliu.

### Stilul villonian

#### „Semincerul” ("Le Lais")
Colecția de versuri - mai ales, balade și rondeluri - „Semincerul” ("Le Lais") scrisă în anul 1456 cu titlul inițial „Micul testament al maestrului François Villon făcut în 1456” (în franceză "Le petit testament de maistre François Villon fait en 1456"), sub semnătura François de Montcorbier, deși poetul se recomandă din capul locului: „În o mie patru sute cinci zeci și șase / eu, François Villon, învățăcel...”: 
Mil quatre cens cinquante six,

Je, François Villon, escollier,... ("Le Lais", 1-2).
este o operă de tinerețe adresată amicilor săi de pahar și pozne, dar și o încercare de reconciliere cu binefăcătorul și tutorele său, Guillaume de Villon. Efervescentă, caustică, sarcastică, crudă și amuzantă, plină de auto-compătimire a „bietului Villon” ("povre Villon") sortit să sufere ostilitatea și lipsa de compasiune a celor care i-au blocat calea spre poziția socială care i se cuvenea. Argoul folosit, jocurile de cuvinte, aluziile la personaje și fapte cunoscute lor, dar nu și nouă, ne îngreunează înțelegerea sensului, nonsensului și dublu-sensului care abundă în poeme. Villon a scris această colecție la o scurtă vreme după jaful Colegiului Navarra, cu intenția de a lăsa în urma sa un gaj, un memento, pentru a nu fi dat uitării de prieteni, înainte de a fugi din Paris înspre neștire și fără speranțe de revenire. În această operă de debut se întrezărește viitorul „stil villonian” din marile sale creații ulterioare.
Începând cu „Semincerul” ("Le Lais") Villon a cunoscut succesul imediat. De la publicarea acestuia și până pe la mijlocul secolului al XVI-lea Madeleine Lazard a numărat 34 de reeditări ale operelor sale.
Deși „Semincerul” ("Le Lais") este considerat ca poemul său de debut, Pinkernell susține că prima operă databilă a fost scrisă de Villon după revenirea sa la Paris, în anul 1456, „Balada adevărurilor false” (franceză "La ballade des contre-vérités"), o parodie ironică la o baladă moralistă a poetului Alain Chartier (1385-1433), ca o antiteză adresată anturajului său de tineri delicvenți cultivați. Laitmotívul care conclude fiecare strofă, „Nici înțelepciunea îndrăgostiților” ("il n’y a bien conseillé que l’amoureux") sugerează preocupări amoroase ale poetului la vremea respectivă.

### Dialog cu moartea

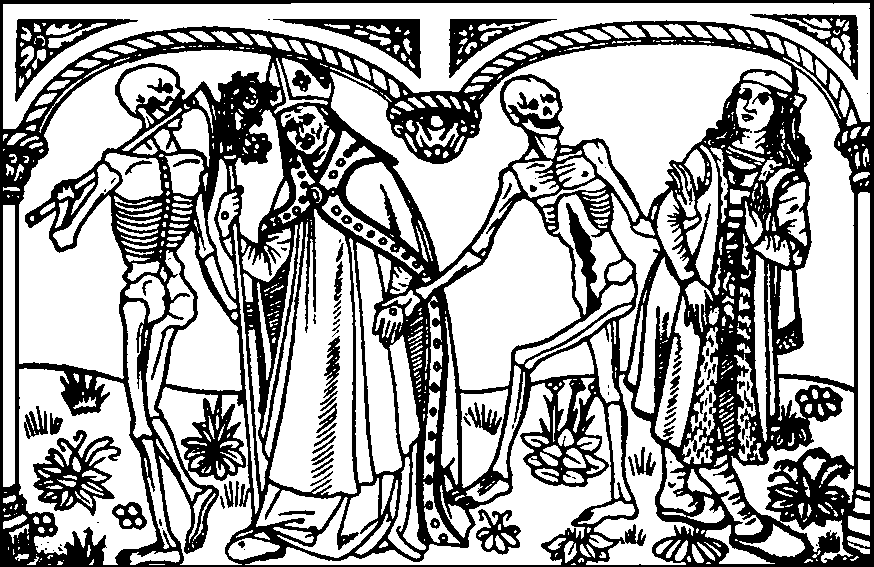
„Dansul morții” - gravură de Guyot Marchant 1486.

Poezia lui Villon, plină de revoltă, umor suculent, satiric, caustic, milă, ironie, căință, se află într-un permanent dialog cu moartea și este axată pe concepția filosofică sintetizată în sintagmele „carpe diem”, „ubi sunt”, „memento mori” și "danse macabre".
Colecția de ospățuri pe gratis ale maestrului François Villon și gașca sa (XXIV - "Le Recueil des Repues franches de maistre François Villon et de ses compagnons") - apărută - probabil - postum, în 1480, sau în 1495 se încheie cu „Al șaptelea ciolhan, după Montfaulcon” ("La septiesme Repeue, faicte auprès de Montfaulcon"G), o baladă specifică curentului de inspirație creștină „Memento mori”, în latină Amintește-ți moartea! dar, spre deosebire de acest aforism al lui Tertulian din „Apologeticum”, moralistica imorală villoniană se apropie mai mult de „Carpe diem” („Înșfacă ziua” - sau, mai pe română „Hai să trăim, că mấine murim” - păgânul aforism al lui Horațiu).
„Al șaptelea ciolhan, după Montfaulcon” începe cu aventura a doi studenți care, („...fără să consulte vre-un avocat...”), au decis să se ospăteze pe gratis. Soluția propusă a fost o pomană la umbra sinistrei spânzurători Montfaulcon,
Deux escolliers voyant le cas,

Qui ne sçavoyent bien que tromper,

Sans prendre conseil d’advocatz,

Ilz se voullurent occuper,

Pensant à eux, comme atrapper

Les pourroyent d’estoc ou de trenche;

Car ilz voulloyent ce soir soupper

Et avoir une repeue franche.

....................

....................

...și, odată ajunși la poarta iadului, cei doi studenți s-au găsit în situația inconvenabilă 

de a plăti scump pentru acest ciolhan gratuit (repeue franche). Ei s-au raliat lui Lucifer ca părtași activi la caznele bieților condamnați, unul cu cinghelul și altul cu ciomagul, strígănd: „La moarte, la moarte, la moarte (...) în iad cu aceste târfe!...”.

Les escolliers, sans nulle fable,

Voyant ceste desconvenue,

Vestirent habitz de diable,

Et vindrent là, sans attendue:

L’ung, ung croc, l’autre, une massue,

....................

Pour avoir la franche repue,

Vindrent assaillir les galllans.

Disant : « À mort ! à mort, à mort !

Prenez, à ces chaisnes de fer,

Ribaulx, putains, par desconfort,

Et les amenez en enfer ;

llz seront avec Lucifer,

Gettez seront en la rivière !.........

L’ung des gallans, pour abbreger,

Respondit : « Ma vie est finée !

En enfer me fault heberger.

Vecy ma dernière journée ;

Or suis-je bien ame dampnée !

Nostre peché nous a attains,

Car nous yrons, sans demourée,

En enfer avec ces putains !

#### „Balada spânzuraților”
„Balada spânzuraților”H ((La) "Ballade des pendus", 1463) este considerată ca poemul villonian cel mai remarcabil și, poate, unul dintre cele mai excelente texte ale Evul Mediu Târziu (Gert Pinkernell: franceză qui est peut-être l’un des meilleurs textes du Moyen-Âge tardif). Pinkernell presupune că a fost scrisă în temniță, în așteptarea execuției în timp ce Claude Thiry subliniază că „aceasta este o posibilitate printre altele, ce nu poate fi exclusă, dar nici impusă” (în franceză C'est une possibilité, mais parmi d'autres : on ne peut tout à fait l'exclure, mais on ne doit pas l'imposer), deoarece acesta nu este singurul text în care poetul își exprimă spaima sa de ștreangul care-i paște pe „copiii pierduți” ("enfants perdus") ostracizați de soartă, dintre care se considera că face parte.
Actualul titlu al poemului a început să fie folosit prin secolele XVIII-XIX. Inițial el fost scris ca o predică rimată nedenumită, după cum apare în manuscrisul găsit în custodia ducelui M. de Coislin („Manuscrisul Coislin” scris, probabil, ulterior anului 1464 - Paris, Bibliothèque Nationale, ms. fr. 20041), sau în antologia "Le Jardin de Plaisance et Fleur de rethoricque" (în ortografia de epocă) imprimată în 1501 de Antoine Vérard, unde apare sub denumirea „Altă baladă” ("Autre ballade"). Pornind, deci, de la premiza că poemul a fost conceput ca o predică adresată publicului care începe cu cuvintele „Frați oameni” ("Frères humains" sau, conform originalului, "Freres humains"), detașată de condamarea la moarte a poetului, villoniștii actuali preferă titlul "Frères humains".
Printre alte titluri ale baladei mai găsim: „Epitaful lui Villon” ("Épitaphe dudit Villon") în ediția lui Pierre Levet din 1489, și în manuscrisele "Le Chansonnier de Rohan" de pe la 1475 (Berlin, Bibliothèque Nationale, Cabinet des Estampes, ms. 78 B 17) și în manuscrisul Fauchet (Claude Fauchet, 1530 – 1602) aflat la Stockholm, Bibliothèque Royale, ms. V.u.22, iar Clément Marot (1533) menționează titlul „Epitaf sub formă de baladă făcut de Villon pentru el însuși și tovarășii săi care se așteaptă să fie spânzurați împreună cu el” ("Épitaphe en forme de ballade, que feit Villon pour luy & pour ses compaignons s'attendant à estre pendu avec eulx").
Acest poem este un apel la caritatea creștină, valoare morală foarte prețuită în Evul mediu.
Condamnații la spânzurătoare imploră asistența să se roage pentru ei, pentru ca Grația Divină să se reverse și asupra lor. Poetul-preot se căiește pentru că s-a lăsat atras de plăcerile carnale în detrimentul spiritualității, se spovedește și invocă redempțiunea. Căința sa este acentuată prin descrierea crudă și cutremurătoare a cadavrelor în descompunere, imagine inspirată, probabil, din insuportabilul spectacol macabru al „Osuarului Inocenților”I, în contrast cu evocarea temelor religioase.
| În original: Epitaphe Villon ou ballade des pendus | În franceza modernă: L'Épitaphe de Villon ou "Ballade des pendus". | În română : Epitaful lui Villon în formă de baladă |
| -------------------------------------------------- | ------------------------------------------------------------------ | -------------------------------------------------- |
| Frères humains qui après nous vivez                | Frères humains qui après nous vivez,                               | Frați oameni, care după noi trăiți,                |
| N'ayez les cœurs contre nous endurcis,             | N'ayez pas vos cœurs durcis à notre égard,                         | N-aveți spre noi inime împietrite tare,            |
| Car, se pitié de nous pauvres avez,                | Car, si pitié de nous pauvres avez,                                | Căci mila voastră de ne-o dăruiți                  |
| Dieu en aura plus tost de vous merciz.             | Dieu en aura plus tôt de vous merci.                               | Domnul vă va primi mai cu-ndurare.                 |
| Vous nous voyez cy attachez cinq, six              | Vous nous voyez attachés ici, cinq, six :                          | Cinci, șase, iată-ne-n spânzurătoare,              |
| Quant de la chair, que trop avons nourrie,         | Quant à notre chair, que nous avons trop nourrie,                  | Iar carnea, îmbuibată altădat'                     |
| Elle est pieça devoree et pourrie,                 | Elle est depuis longtemps dévorée et pourrie,                      | De mult e putrezită de păcat;                      |
| Et nous les os, devenons cendre et pouldre.        | Et nous, les os, devenons cendre et poussière.                     | Ni-s oasele cenuși și spulberare.                  |
| De nostre mal personne ne s'en rie :               | De notre malheur, que personne ne se moque,                        | Nu râdeți de necazul ce ni-e dat,                  |
| Mais priez Dieu que tous nous vueille absouldre!   | Mais priez Dieu que tous nous veuille absoudre!                    | Ci să-l rugați pe Domnul de iertare!               |

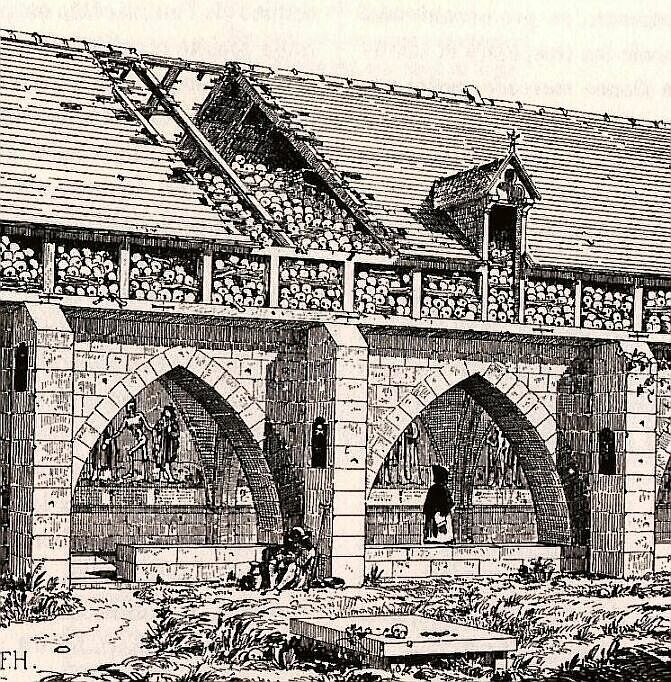
Osuarul Sfinților Inocenți Pe perete se distinge pictura murală a „Dansului Macabru”.

|                                                    | Transcription : Lagarde et Michard                                 | trad. Dan Dănilă                                   |

#### „Catrenul lui Villon când a fost condamnat la spânzurătoare”A
| În original: Que feit Villon quand il fut jugé à mourir | În franceza modernă: Que feit Villon quand il fut jugé à mourir | În română : Catrenul lui Villon când a fost condamnat la spânzurătoare |
| ------------------------------------------------------- | --------------------------------------------------------------- | ---------------------------------------------------------------------- |
| Je suis François, dont ce me poise,                     | Je suis François et cela me pèse                                | Eu sunt François, ăsta-i cusurul,                                      |
| Né de Paris emprès Ponthoise.                           | Né à Paris près de Pontoise                                     | De prin Paris, mai dimprejurul.                                        |
| Or d‘une corde d’une toise                              | Et de la corde d'une toise                                      | De-acum va ști, legat cu șnurul,                                       |
| Saura mon col que mon cul poise.                        | Mon cou saura ce que mon cul pèse                               | Grumazul meu, cât trage curul.                                         |
| François Villon                                         | trad. Jean Dufournet                                            | trad. (cu permisiune) Silvia Feingold                                  |

Versul 1Catrenul debutează cu un joc de cuvinte, în care poetul se lamentează de renghiul jucat se soartă: prenumele de François, cu care se complace ("dont ce me poise"), dar și aluzia la apartenența națională de francez ("Français"), care l-a făcut să se nască în mizerie și să fie condamnat pe nedrept (vezi mai sus afacerea Ferrebouc, care a folosit ca pretext de răfuială cu „bietul Villon”), ca urmare a unei mașinații judiciare care nu și-ar fi avut locul într-un stat cu un sistem judiciar mai corect, precum Savoia (s-ar părea că Villon a apreciat corect situația, deoarece el a obținut comutarea pedeapsei abea în noiembrie, după venirea la Paris a Ducelui de Savoia).
Versul 2Elucidează adevăratul motiv al scierii Catrenului: o încercare disperată de flatare a magistratului (în franceză Le prévôt de Paris) Jacques de Villiers, senior de L'Isle-Adam de lângă Pontoise, care l-a condamnat pe Villon și care ar fi putut să aibă un cuvânt de spus la recursul pe care Villon se pregătea să-l înainteze. Versul: „Născut la Paris, lângă (din preajma), lui Ponthoise” (în franceză Né de Paris emprès Ponthoise) prezintă o rocadă de importanță între metropola Paris și orășelul Ponthoise, care nu a fost o necesitate de rimă, ci o lingușire la adresa magistratului originar din Ponthoise. Aluzia la faptul că s-au născut și au copilărit pe aceleași meleaguri marșa în aceeași direcție.
Versurile 3 și 4În contradicție cu relativa seriozitate qvasi-oficială din primele două versuri care ne prezintă identitatea poetului, versul 3 folosește un stil zeflemitor, frivol, în argou: ștreangul spânzurătorii ("la corde d'une toise"), care va culmina cu trivialitatea versului 4: Într-o versificație perfectă, Villon folosește aliterația și relația care urma să aibă loc între „mon col” (gâtul, grumazul meu ) și „mon cul” (curul meu), spus pe șleau, cu o vulgaritate intenționată..
Întreaga construcție a catrenului este perfect echilibrată, lipsită de cuvinte inutile sau plasate de dragul rimei. Scris cu un humor amar, într-un moment de deprimare fatalistă, în așteptarea execuției inevitabile, acest mic poem de patru rânduri de octosilabe constituie chintesența artei villoniene, revolta și confuziile unei tinereți năbădăioase, irosite mult prea timpuriu.

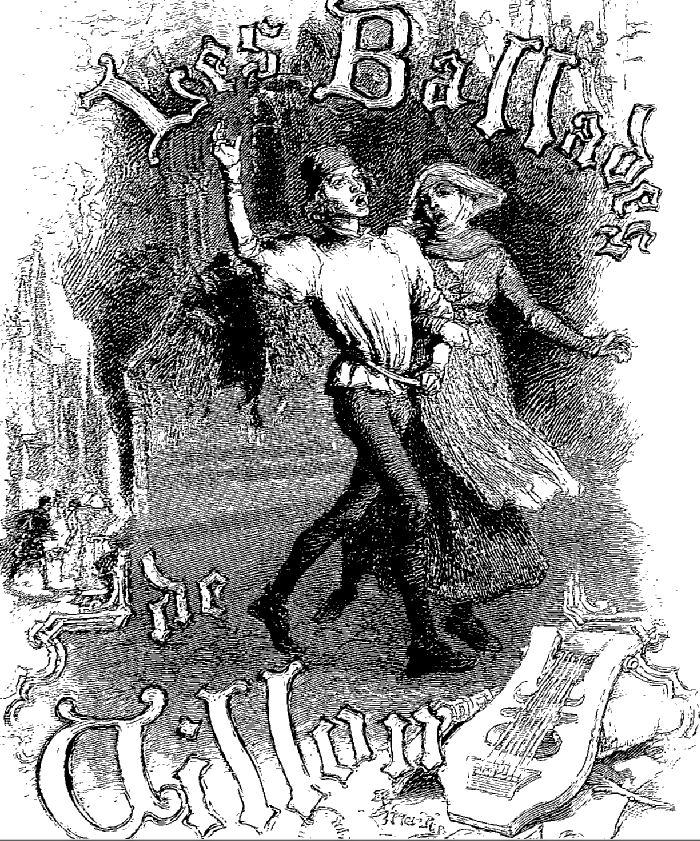
Baladele lui François Villon (1896), gravură de Gerardin

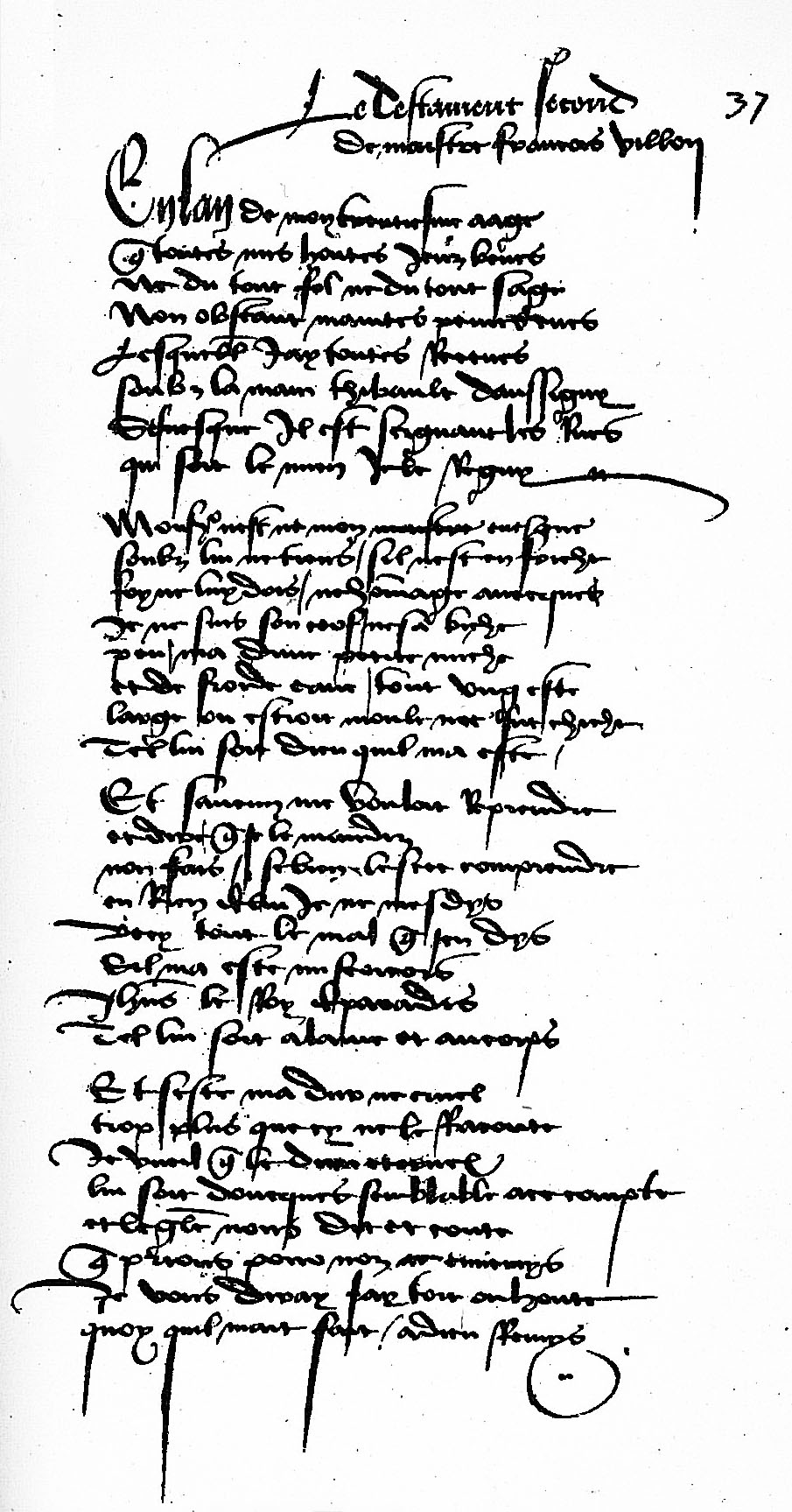
Pagină din "Grand Testament de Maistre François Villon" (sec.XV) biblioteca Kungliga, Stockholm, Suedia.

## Opera literară

#### Poezii atribuite cu certitudine lui Villon
Următoarea listă de opere complete ale lui Villon se bizuie pe volumul publicat de La Monnoye în 1873:
- Semincerul, sau Micul testament al maestrului Villon făcut în 1456 ("Le Lais", "Le Petit Testament de Maistre François Villon fait en 1456").
- Petiție la ducele de Bourbon ("La Requeste que Vïllon bailla à Monseigneur de Bourbon")
- Marotă la regele François I-ul ("Marot au Roy François Ier").
- Balada și povața frumoasei coifărese la fetele de dragoste.
- Balada lui Villon pentru amanta lui.
- Balada Contradicțiilor, sau Balada concursului de la Blois ((La) "Ballade des contradictions"), 1957.
- Răvaș Mariei de Orléans ("Epître à Marie d'Orléans"), 1458.
- Spusul la nașterea Mariei ("Le Dit de la naissance Marie"), 1458.
- Balada franco-latină (la "Ballade franco-latine"), 1458.
- Balada proverbelor ((La) "Ballade des proverbes"), 1458.
- Balada ziselor mărunte ((La) "Ballade des menus propos"), 1458.
- Pricina, sau balada Fortunei ("Problème ou Ballade au nom de la Fortune").
- Epistolă către prieteni ("Epistre en forme de Ballade, à ses amis"), 1461.
- Epitaful lui Villon în formă de baladă.
- Cearta dintre inima și trupul lui Villon ("Le Débat du cueur et du corps de Villon")
- Baladă împotriva dușmanilor Franței ("Ballade contre les mesdisans de la France").
- Balada adevărurilor false.
- Baladă prin care Villon cere tuturor iertare ("Ballade par laquelle Villon crye mercy à chascun").
- Balada bunei învățături pentru cei cu viața păcătoasă ((La) "Ballade du bon consei"/"Ballade de bonne doctrine à ceux de mauvaise vie").
- Testamentul ("Grant Testament de François Villon fait en 1461"), care cuprinde:
  - Baladă și orație ("Ballade et oraison"), 1461;
  - Balada femeilor din Paris ((La) "Ballade des femmes de Paris"), 1461;
  - Balada doamnelor de altădată ("Ballade des Dames du temps jadis"), 1461;
  - Balada domnilor de altădată ("Ballade des Seigneurs du temps jadis"), 1461;
  - Contrazicerea lui Franc Gontier ("Les Contredictz de Franc-Gontier", 1461)F.
  - Balada lui Villon pentru trupeșa Margot ("Ballade de Villon et de La Grose Margot"), 1461;
  - Balada ce a făcut-o Villon la ruga mamei sale spre a se închina Maicii Domnului ("Ballade que Villon fait à la requeste de sa mère, pour prier Nostre Dame"), 1461;
  - Baladă cu același tâlc în vechiul grai frâncesc ("Ballade a ce propos, en vieil françois"), 1461;
  - Dublă baladă cu același tâlc ("Double ballade sur le meme propos"), 1461;
  - Balada de încheiere a Marelui Testament ("Ballade pour servir de conclusion"), 1461;
- Regretele frumosei Heaulmière ("Les Regrets de la belle Heaulmière")/
- Balada frumosei Heaulmière ("Ballade de la belle Heaulmière")
- Balada bieților de sub obroc ("Ballade des povres housseurs")
- Ballade de Villon à s’amye
- Lay ou plustost Rondeau
- Ballade que Villon bailla à un gentilhomme
- Frumoasa lecție a lui Villon adresată copiilor pierduți ("Belle leçon de Villon aux enfans perduz")
- Balada spânzuraților ((La) "Ballade des pendus"/"L’Epitaphe en forme de Ballade que feit Villon pour luy et ses compagnons, s’attendant estre pendu avec eulx"), 1463.
- Laudă Curții Parlamentului ("La requeste de Villon à la Cour de Parlement"), 1463.
- Balada apelului lui Villon ("Ballade de l’appel de Villon"), 1463.
- Catrenul lui Villon când a fost condamnat la spânzurătoare ("Le quatrain que feit Villon quand il fut jugé à mourir"), 1963.

#### Alte poezii presupuse a fi ale lui Villon

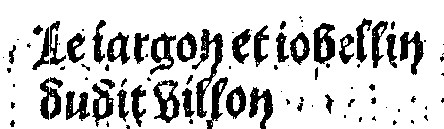
Titlul celor „Șase balade fără titlu scrise în jargon” (în original: Le Jargon et jobelin dudit Villon sau, mai exact, Le iargon et iobellin dudit uillon), ed. Levet (1489)

- Jargonul neghiobilor de maestrul François Villon ("Le Jargon ou Jobelin de Maistre François Villon")[93].
- Rondeluri: I - XIII, XV
- Balade (Ballade): XVIII, XIX, XX,
- Balada vesală a cârciumarilor (XXI - "Ballade joyeuse des Taverniers")
- Baladă morală ("Ballade morale")
- Balada actorului ("Ballade de l’acteur")
- Balada unui întemnițat ("Ballade pour ung prisonnier")
- Monologul lui Franc Archier de Baignollet ("Monologue du Franc Archier de Baignollet")
- Dialogul domnilor de Mallepaye și de Baillevent ("Dialogue de messieurs de Mallepaye et de Baillevent")
- Balada celor care vor să audă ("Ballade des Escoutans")
- Colecție de ospățuri pe gratis ale maestrului François Villon și gașca sa (XXIV - "Le Recueil des Repues franches de maistre François Villon et de ses compagnons") - apărută - probabil - postum, în 1480, sau în 1495[76][77].
- Chiolhanul lui Villon și gașca sa ("(La) Repeue de Villon et ses Compagnons")
- Cum se poate obține pește ("La manière d’avoir du poisson")
- Cum se poate obține o schimbea ("La manière d’avoir des trippes")
- Cum se poate obține pâine ("La manière d’avoir du pain")
- Cum se poate obține vin ("La manière d’avoir du vin")
- Cum se poate obține o pârjoală ("La manière d’avoir du rost")
- Al diolea chiolhan, epidemia ("Seconde Repeue, de l’Epidemie")
- Al treilea chiolhan, al Ștergătorilor-de-cur ("La troisiesme Repeue, des Torcheculs")
- Al patrulea chiolhan, al mizerabililor ("La quatriesme Repeue, du Souffreteux")
- Al cincilea ciolhan, al lopătarilor ("La cinquiesme Repeue, du Pelletier")
- Al șaselea ciolhan, al galanților fără de ponoase ("Sixiesme Repeue, des Gallants sans soucy")
- Al șaptelea ciolhan, după Montfaulcon ("La septiesme Repeue, faicte auprès de Montfaulcon".

## Memoria lui François Villon

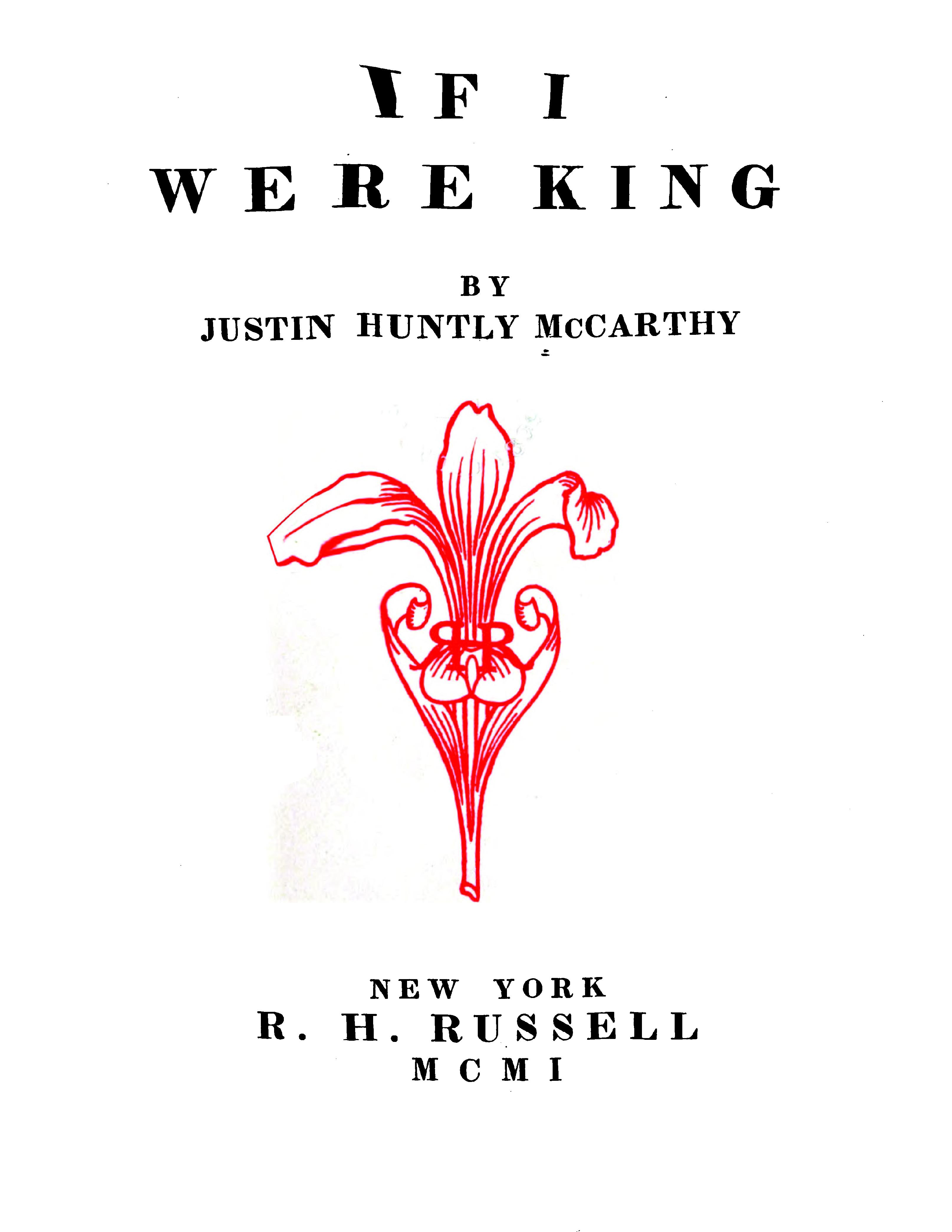
Coperta nuvelei De-aș fi rege (în engleză :"If I Were King", 1901) de Justin Huntly McCarthy, inspirată din biografia lui Villon.

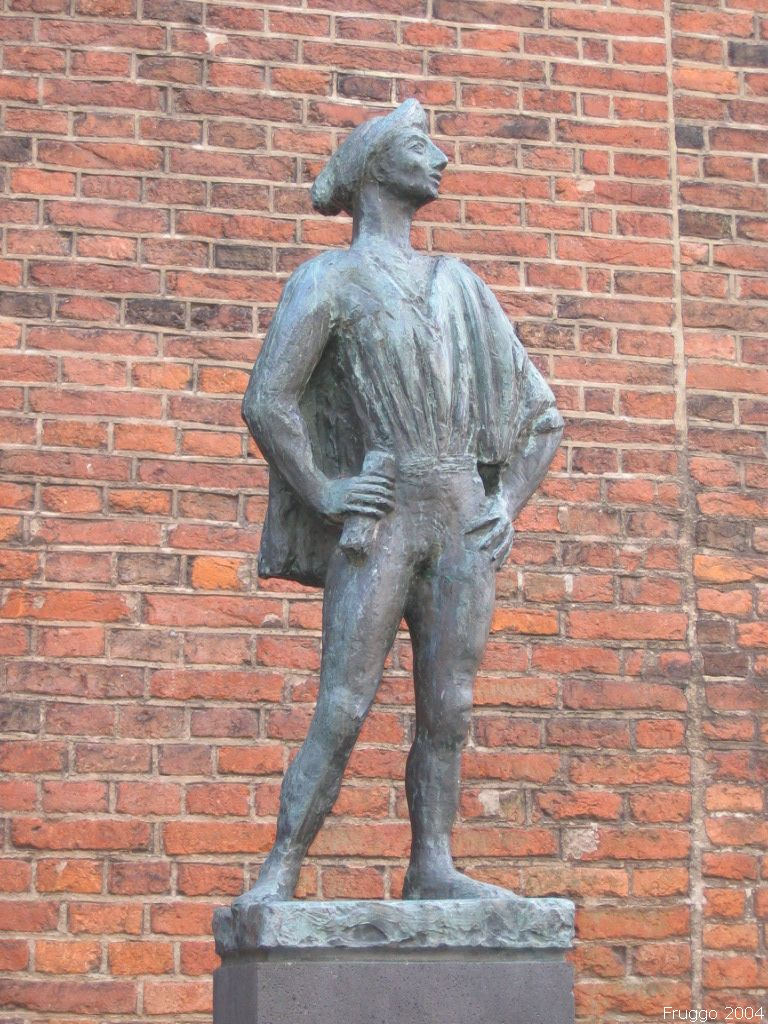
François Villon, Utrecht, sculptură de Marius van Beek (1964).

Printre scriitorii, poeții, compozitorii (Claude Debussy: „Trei balade de François Villon”, 1910), cântăreții, trubadurii, pictorii (pictorului grec Nonda n. Epaminondas Papadopoulos i-a luat în 1960 un an de muncă - sponsorizat de André Malraux - pentru a realiza și expune la Paris, în arcul podului Pont Neuf, gigantica pânză de 10 metri "Hommage à Villon", care-l prezenta pe Villon chefuind cu concubine), sculptorii (Auguste Rodin, Marius van Beek) etc. care au fost influențați de Villon se numără și François Rabelais , Charles Baudelaire, Arthur Rimbaud, Georges Brassens („Balda damelor de altă dată” - "Ballade des dames du temps jadis"), vezi și I), Bob Dylan, Fabrizio De André (albumul "Tutti morimmo a stento", care cuprinde și La ballata degli impiccati, în italiană „Balada spânzuraților”), Bulat Okudzhava., Robert Louis Stevenson („Găzduire pe o noapte”, în engleză "A Lodging for the Night", narațiune apărută în 1882 în colecția "New Arabian Nights"), poetul ucrainean Valentyn Sokolovsky, Théodore de Banville , Maurice Fombeure, Georg Heym, etc.
Au tradus în românește Baladele lui Villon: Dan Dănilă, Romulus Vulpescu, Petru Cărare, Șerban Foarță, Cezar Ivănescu, Luca Caragiale, Aurel Rău, Dan Botta.

#### În proză
- Robert Louis Stevenson: "A Lodging for the Night: A Story of Francis Villon" („Un adăpost pentru noapte, povestea lui Francis Villon”) 1902[105].
- Pierre d'Alheim: „Pasiunea maestrului François Villon” ("La Passion de maître François Villon")[106] 1924.
- Francis Carco: „Romanul lui François Villon” ("Le Roman de François Villon")[107] 1926.
- Justin Huntly McCarthy: „De-aș fi rege” ("If I were King"), nuvelă, 1901, tradusă în 1926 în fr  de Hélène Caron sub titlul "La Curieuse Aventure de maître François Villon, sire de Montcorbier" („Curioasa aventură a maestrului François Villon, nobil de Montcorbier”)[108]. Traducerea în ro , sub titlul „De-aș fi rege”, a apărut prin anii '50[109] și retipărită în 1990[110].
- Charles Kunstler: "Les Amours de François Villon" („Amorurile lui François Villon”)[111] 1934.
- John Erskine: "The Brief Hour of François Villon" („Ora scurtă a lui François Villon”), 1937[112] 1937.
- Jean Teulé: romanul "Je, François Villon" („Eu, François Villon")[113], 2006.
- en  Truman Capote, în introducerea la romanul de non-ficțiune „Cu sânge rece” (în engleză "In Cold Blood")[114], apărut în 1966, a citat primele patru versuri din „Balada spânzuraților” a lui Villon.

#### Teatru și operă
- Justin Huntly McCarthy: „De-aș fi rege” ("If I were King") (1901), piesă de teatru în 4 acte inspirată, ca și nuvela cu același nume, din biografia lui Villon[115][116]. Piesa a fost rescrisă ulterior ca operetă:
- Rudolf Friml, muzica, Brian Hooker și William H. Post, textul în versuri: The Vagabond King („Regele vagabond”), operetă în 4 acte după nuvela și piesa de teatru ale lui Justin Huntly McCarthy "If I Were King". Eroii principali sunt François Villon și presupusa sa iubită, Katherine de Vaucelles, verișoara regelui Ludovic al XI-lea al FranțeiJ.
- cs  Fischerová, Daniela: Hodina mezi psem a vlkem (Ora dintre câine și lup), piesă inspirată din procesul lui Villon în cazul Ferrebouc, 1979.
- Drama „Baal” a lui Bertolt Brecht (1919) este inspirată din Villon, a cărui influență se resimte și în „Opera de trei parale”.
- en  Erskine, John: The Brief Hour of Francois Villon, 1937.
- en  Henry Livings: The Quick and the Dead Quick, dramă de inspirată din viața lui Villon, 1961.

#### Cinematografie
- În anul 1914 s-au turnat două filme mute, 
  - Charles Giblyn: "The Oubliette" și
  - "The Higher Law".

Apoi au urmat (listă parțială): 
- În 1920: „If I were King”;
- În 1927: "The beloved rogue", cu John Barrymore;
- În 1930, Ludvig Berger: "Le roi des vagabonds";
- În 1938, Frank Lloyd: "If I were King";
- În 1945, André Zwoboda: François Villon, prelucrare de Pierre Mac Orlan după „If I Were King” de Justin Huntly McCarthy, cu Serge Reggiani ca François Villon și Renée Faure în rolul Catherinei de Vauselles [117]
- 1987, François Villon – Poetul vagabond, un film franco-germano-român regizat de Sergiu Nicolaescu. Rolurile principale sunt interpretate de Florent Pagny, Marc de Jonge, Christophe Odent, Bernard Farcy, Pascal Pistaccio, Yves Beneyton, Silviu Stănculescu, Traian Costea, Ion Marinescu, George Paul Avram și Olga Tudorache.
- Eu, François Villon, hoț, asasin, poet... (film TV, 2011, 90 min), scenariul și regia de Serge Meynard, cu Francis Renaud în rolul lui François Villon și Philippe Nahon în rolul lui Guillaume de Villon, după romanul lui Jean Teulé.

## Note

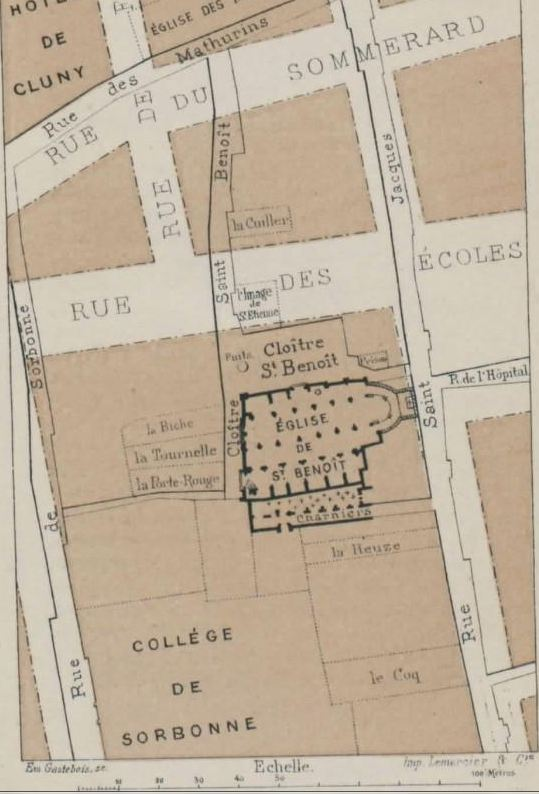
Hartă de epocă a Cartierului Latin din centrul Parisului. Villon a locuit în casa preotului Guillaume de Villon, la biserica Saint-Benoît-le-Bétourné aflată în vecinătatea Sorbonei

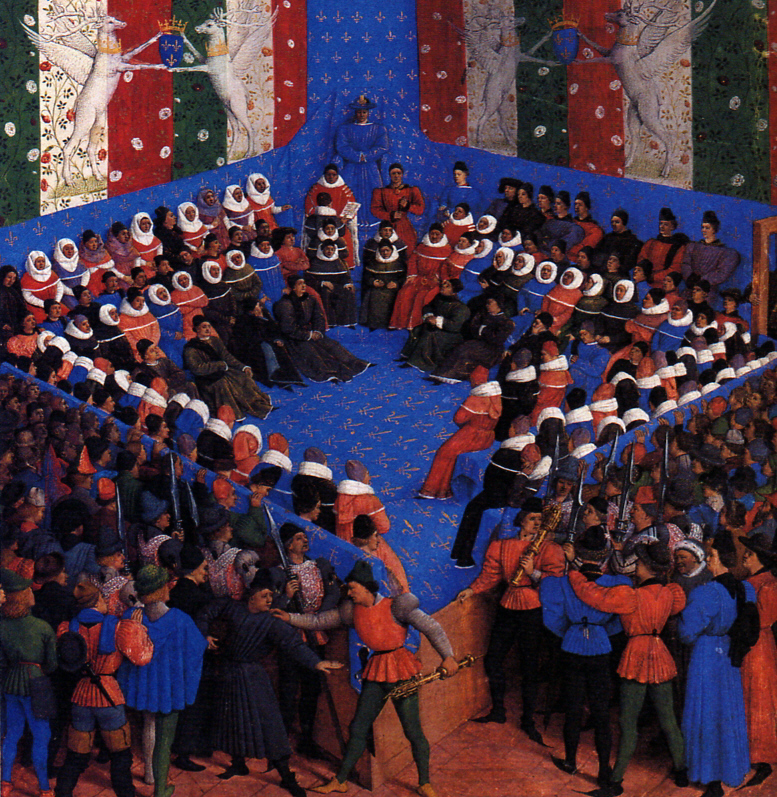
Jean Fouquet: (creat în 1450 printr-o decizie a lui Carol al VII-lea, ca o curte supremă de justiție).

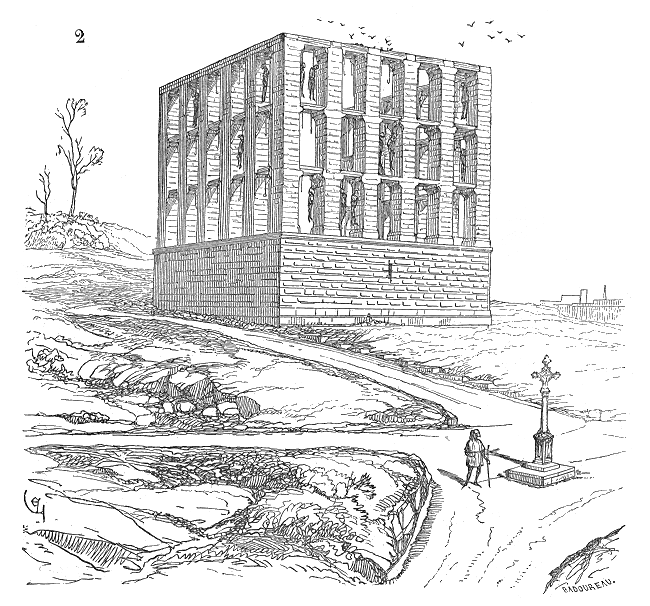
Eugène Viollet-le-Duc - „Furcile sinistre” (spânzurătoare, în) Montfaucon”.